# Libuše Váchalová
Libuše Váchalová (17. dubna 1932 Praha – 1. srpna 2019) byla česká harfistka a hudební pedagožka, matka harfistky a hudební pedagožky Jany Bouškové a teta harfistky Barbory Váchalové.

Jedná se o známou hudební pedagožku, jež vyučovala na pražské a tokijské konzervatoři, na vysoké hudební škole ve Varšavě i na Ostravské univerzitě.
Na harfu hrála od svých čtrnácti let, nejprve hru studovala soukromě a později se vzdělávala i na konzervatoři. Po absolutoriu konzervatoře v roce 1952 působila jako klavírní korepetitorka v Městských divadlech pražských, na harfu koncertovala s flétnistou Václavem Žilkou. V roce 1959 se stala členkou Filmového symfonického orchestru. Tehdy vytvořila další hudební duo s hobojistou Františkem Hantákem, se kterým koncertovala deset let. Od roku 1969 Libuše Váchalová vystupovala se svým manželem, flétnistou Jiřím Bouškem. Repertoár Libuše Váchalové obsahoval všechna stěžejní díla harfové literatury různých oblastí včetně hudby populární. Inspirovala též mnoho českých i zahraničních skladatelů k napsání několika desítek sólových i komorních opusů, které následně premiérovala.